# Церковь Рождества Пресвятой Богородицы (Хатунь)
Церковь Рождества Пресвятой Богородицы (Богородицкая церковь) — церковь Русской православной церкви в селе Хатунь в городском округе Ступино Московской области.
Является объектом культурного наследия федерального значения (ранее памятником истории и культуры республиканского значения) (Постановление Совета Министров РСФСР от 30.08.1960 г. № 1327, Указ Президента России от 20.02.1995 г. № 176).

## История
Из переписных книг известно, что деревянная Воскресенская церковь (кладбищенская) существовала в Хатуни в конце XVI века. Храм на Городище, внутри крепостных валов, простоял до 1957 года. Пришедший в запустение, он был разобран на строительный материал для детского сада в Михневе.
Каменная трёхпрестольная церковь Рождества Пресвятой Богородицы с приделами святителя Николая Мирликийского Чудотворца и Воскресения Христова сооружалась в период с 1785 по 1818 год по заказу и на средства графа Алексея Орлова-Чесменского — тогдашнего владельца села Хатунь. Сначала были возведены здание церкви и колокольня, затем между ними была выстроена трапезная. Архитектурно храм представляет собой однокупольную церковь с лепестковым планом в формах, переходных от барокко к классицизму. Часто храм называют по приделу — Воскресенским.

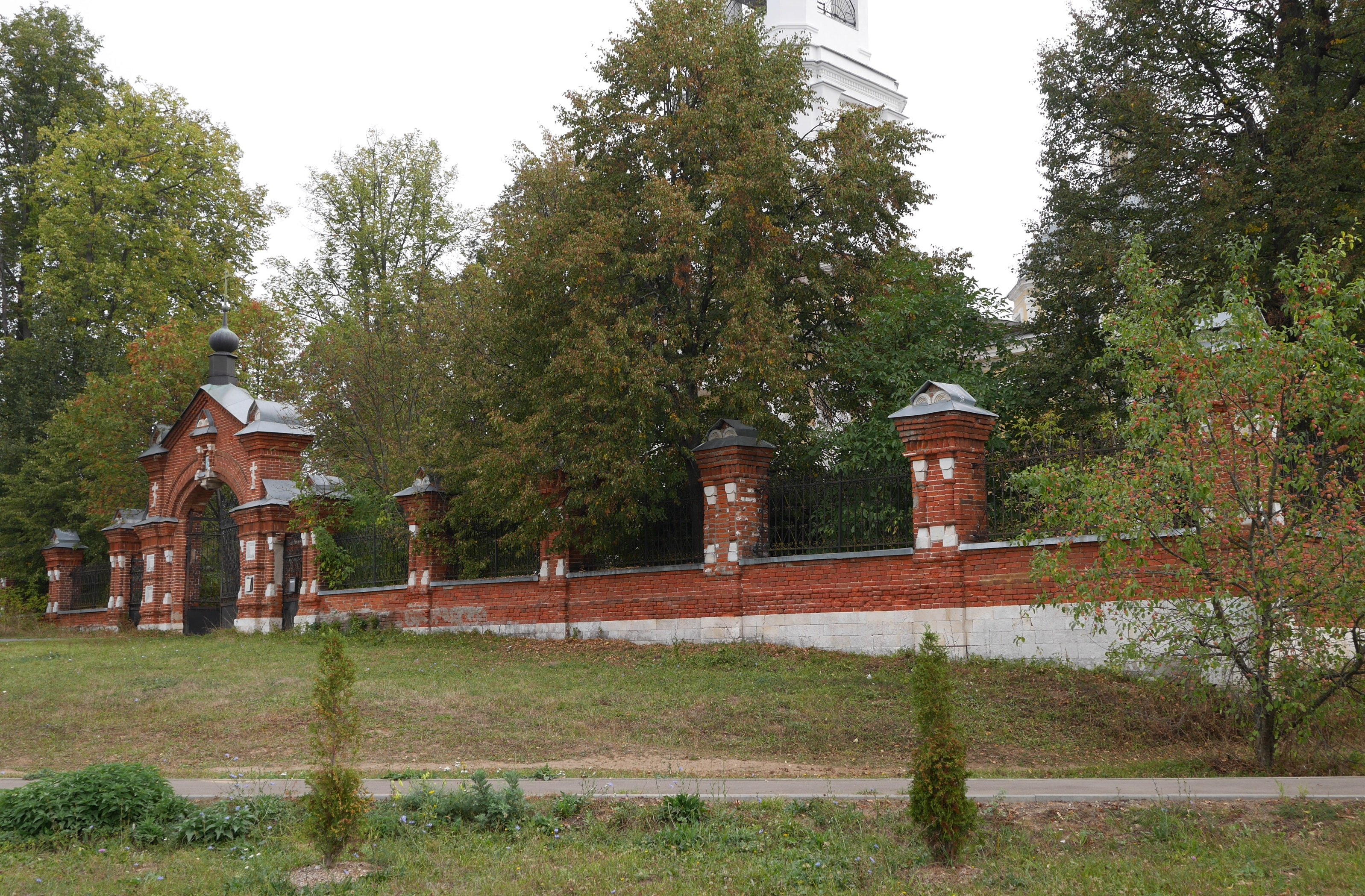
Ворота с оградой

Богородицкая церковь пережила Октябрьскую революцию, но в 1937 году, в советское время гонения на церковь, была закрыта. Впоследствии были разрушены колокольня и завершение храма, а в трапезной надстроен второй этаж и прорезан ряд окон. В помещении храма разместился детский дом. В 1989 году храм был передан общине верующих. К 1999 году он был восстановлен, при этом заново сооружена трехъярусная колокольня. В 2008 году была отреставрирована ограда (из кирпича с металлической решёткой) со Святыми вратами. Строительством новой колокольни руководил архитектор Игорь Гунст.
С 3 ноября 2015 года настоятелем Богородицкого храма является Алексий Чекмарев, до этого служивший настоятелем Михаило-Архангельского храма деревни Починки.